# Jes Holtsø

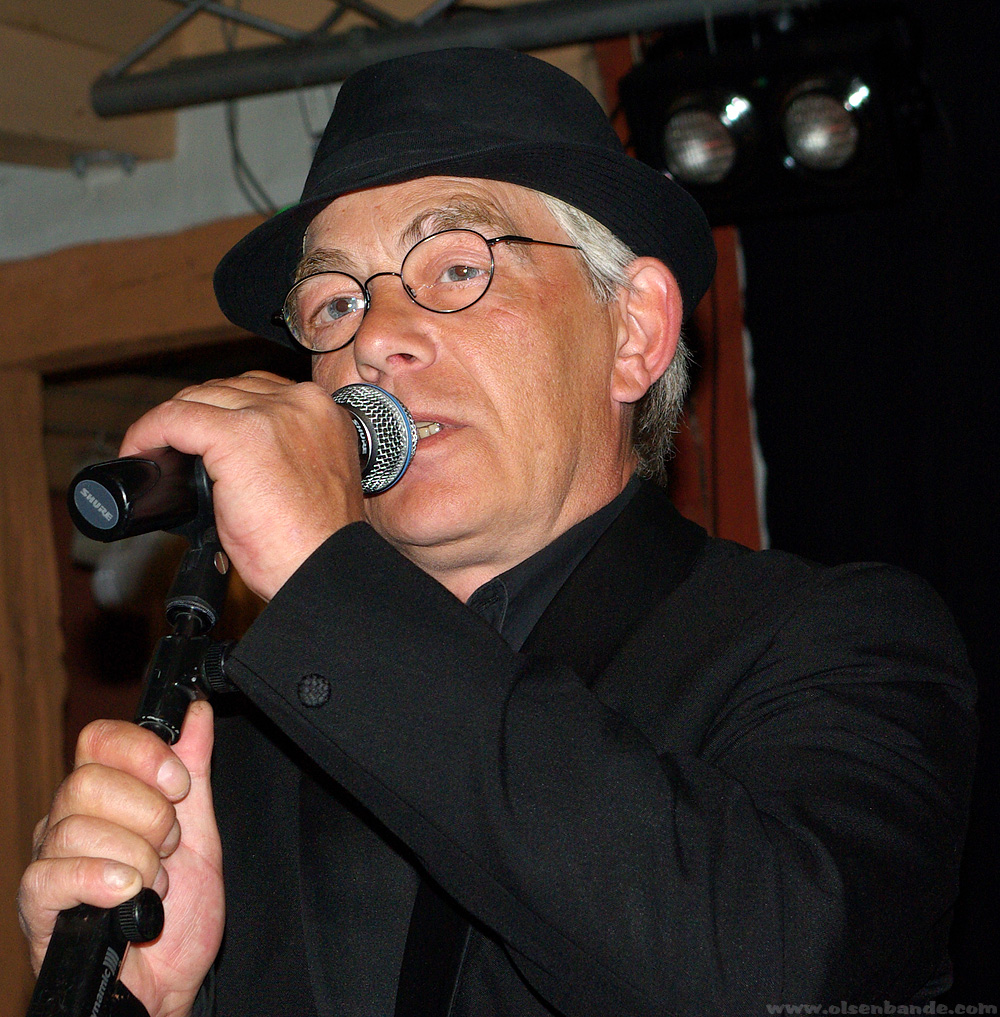
Jes Holtsø im Mai 2013 in Greifswald

Jes Holtsø (* 30. Dezember 1956 in Kopenhagen) ist ein dänischer Schauspieler und Bluessänger. Bekannt wurde er durch seine Rolle als Børge in den Olsenbande-Filmen.

## Leben
Holtsø wurde 1968 an einer Kopenhagener Schule vom Besetzungschef der Firma Nordisk Film entdeckt und daraufhin von Regisseur Erik Balling als Darsteller für den ersten Olsenbandenfilm gecastet. Ab da spielte er die Rolle des Børge bis 1976 in acht Filmen der Reihe, außerdem war er ab 1970 als William Olsen in der von Balling wesentlich mitgeprägten Fernsehserie Oh, diese Mieter zu sehen. Beiden Rollen verdankt er seine Popularität in Dänemark. Darüber hinaus spielte er 1969 im Film Stine og drengene mit.
Neben seiner Tätigkeit als Darsteller war er an zwei Filmen als Requisitenassistent beteiligt: 1976 an Die Olsenbande sieht rot und 1977 an Affæren i Mølleby.
1977 verließ er Nordisk Film wegen seines angeblich zu niedrigen Gehaltes und hielt sich von nun an vor der Öffentlichkeit versteckt. Seine Rolle musste daher aus dem Drehbuch zu Die Olsenbande schlägt wieder zu wieder herausgeschrieben werden, und außer zwei kürzeren Auftritten – 1979 in Die Olsenbande ergibt sich nie und 1998 in Der (wirklich) allerletzte Streich der Olsenbande – stand er seitdem nicht mehr als Schauspieler vor einer Kamera, ausgenommen den Kurzfilm Liden tid von 2003, wo er noch einmal als Børge auftrat.
Holtsø war lange Zeit alkoholkrank und drogenabhängig, nach über zehn Jahren gelang ihm Anfang der 1990er-Jahre der Ausstieg. Später arbeitete er in einem Zentrum für Suchtberatung. Daneben spielt er in seiner Jes-Holtsø-Band Keyboard und Mundharmonika. Er ist verheiratet und hat zwei Kinder.
Im Jahr 2009 wagte er ein Comeback in der DR-Fernsehshow Talent 09, der dänischen Adaption von Britain’s Got Talent bzw. Das Supertalent. Als Bluessänger erreichte er das Finale, das am 23. Oktober stattfand, er konnte sich dort jedoch nicht unter den ersten drei platzieren. Am 26. April 2010 veröffentlichte er mit der Morten Wittrock Band, die ihn bereits während der Fernsehshow begleitet hatte, auf dem eigenen Label Crawfish Music sein erstes Bluesalbum in Dänemark. Nach der Veröffentlichung des zweiten Albums Big Easy am 14. Mai 2012 wurde er auf dem Copenhagen Blues Festival im September des gleichen Jahres mit der Auszeichnung Årets Danske Blues Navn („Dänischer Bluesname des Jahres“) geehrt. Am 11. Mai 2013 gaben Holtsø und die Morten Wittrock Band auf dem Festival Nordischer Klang in Greifswald ihr erstes Konzert in Deutschland. Am 13. April 2015 erschien das dritte Album Glemte nætter, auf dem Holtsø erstmals auf Dänisch singt.

## Filmografie
- Die Olsenbande (1968) als Børge Jensen
- Die Olsenbande in der Klemme (1969) als Børge Jensen
- Stine og drengene (1969)
- Oh, diese Mieter! (1970 bis 1976/TV-Serie, 29 Folgen) als William Olsen
- Ballade på Christianshavn (1971) als William Olsen
- Die Olsenbande fährt nach Jütland (1971) als Børge Jensen
- Die Olsenbande und ihr großer Coup (1972) als Børge Jensen
- Die Olsenbande läuft Amok (1973) als Børge Jensen
- Der (voraussichtlich) letzte Streich der Olsenbande (1974) als Børge Jensen
- Die Olsenbande stellt die Weichen (1975) als Børge Jensen
- Die Olsenbande sieht rot (1976) als Børge Jensen
- Die Olsenbande ergibt sich nie (1979) als Børge Jensen
- Der (wirklich) allerletzte Streich der Olsenbande (1998) als Børge Jensen
- Liden tid (2003) als Børge

## Diskografie
- 2010: Jes Holtsø & Morten Wittrock Band
- 2012: Big Easy
- 2015: Glemte nætter
- 2018: Det’ altid nu